# Список ультра-піків

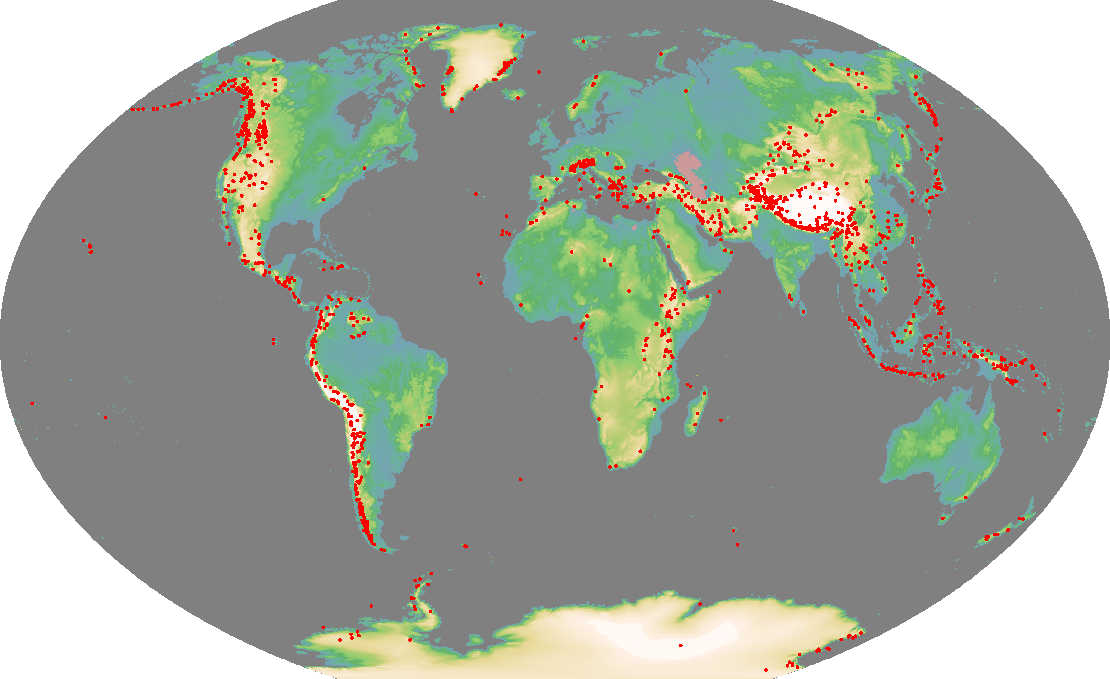
Карта ультра-піків Землі

Надзвича́йно висо́кий пік, або коротко у́льтра-пік (англ. Ultra-prominent peak або англ. Ultra peak, Ultra) — гірська вершина з показником відносної висоти (англ. prominence) 1500 метрів (4921 футів) і більше.

## Опис
Загалом на Землі було розраховано приблизно 1524 таких вершин (станом на 10 червня 2007 року). Більшість вершин, такі як наприклад: Маттергорн та Айгер, не є ультра-піками, тому що вони сполучені з вищими горами високими перевалами (сідловинами) і, таким чином, значення показника prominence у них недостатнє, тобто менш як 1500 м.
Термін «ультра» вперше застосував вчений-природознавець Стівен Фрай у його дослідженні й описі гір у штаті Вашингтон у 1980-х роках. Первісний термін, який він застосував, означав «надзвичайно велика гора» — йшлося про гори, що мали prominence принаймні в 5000 футів (1524 м).

## Розташування

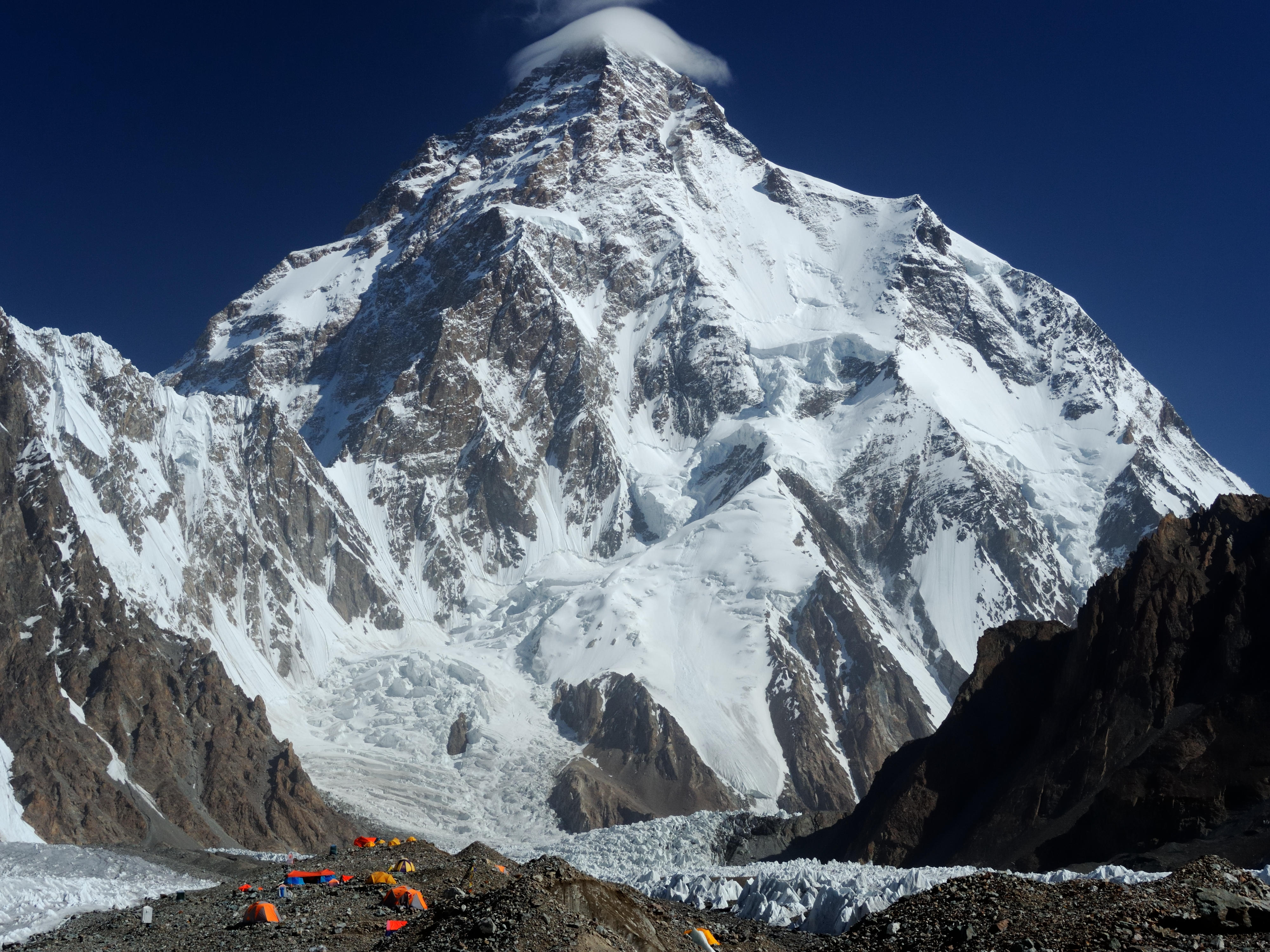
Чоґорі (К2)

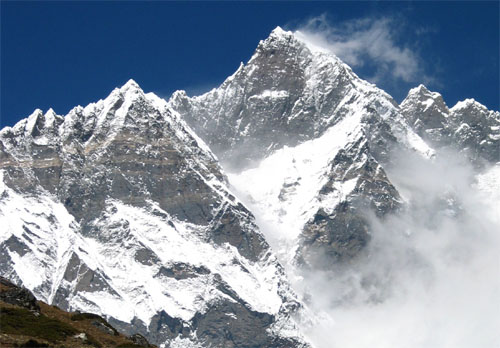
Лхоцзе

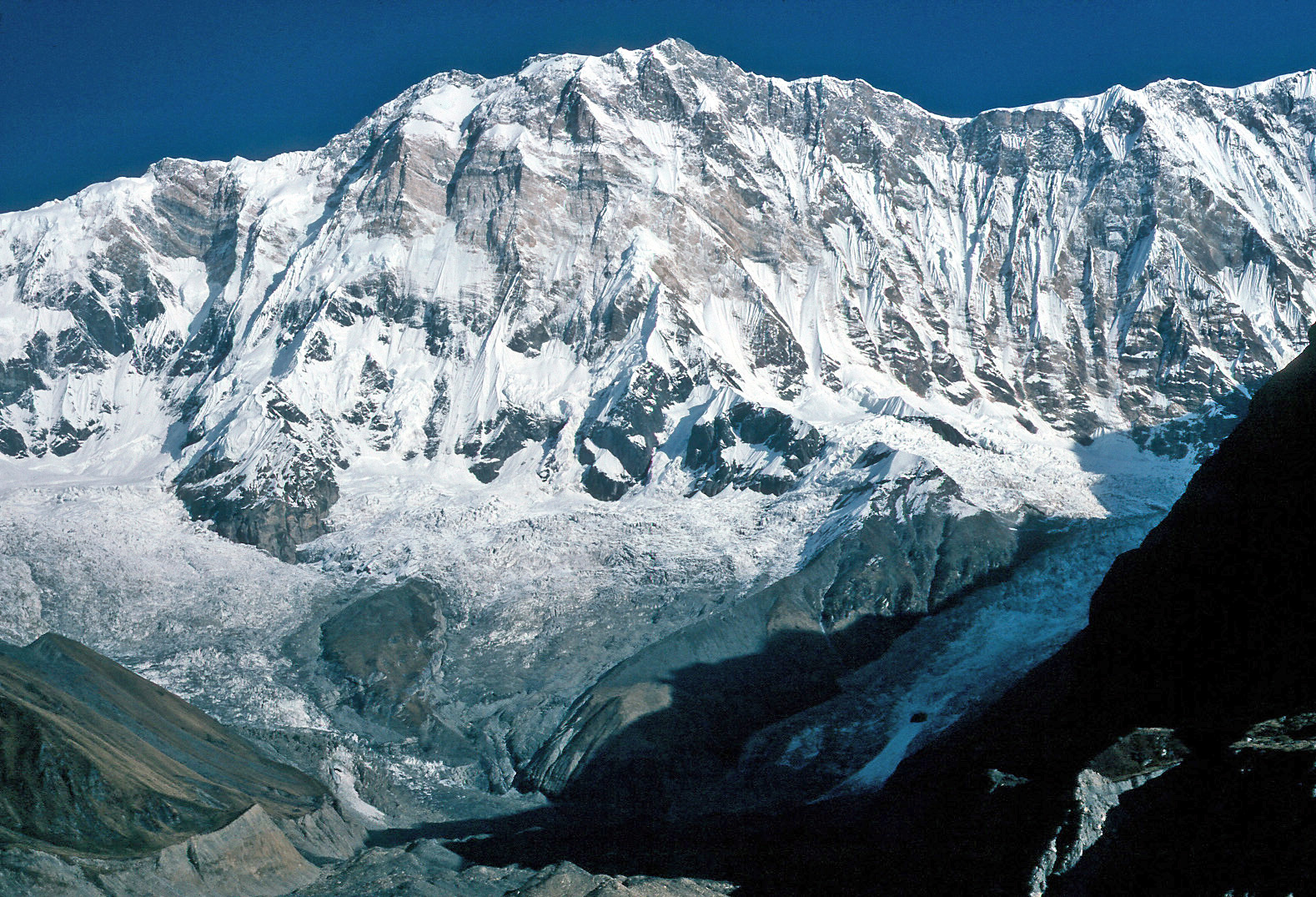
Аннапурна I

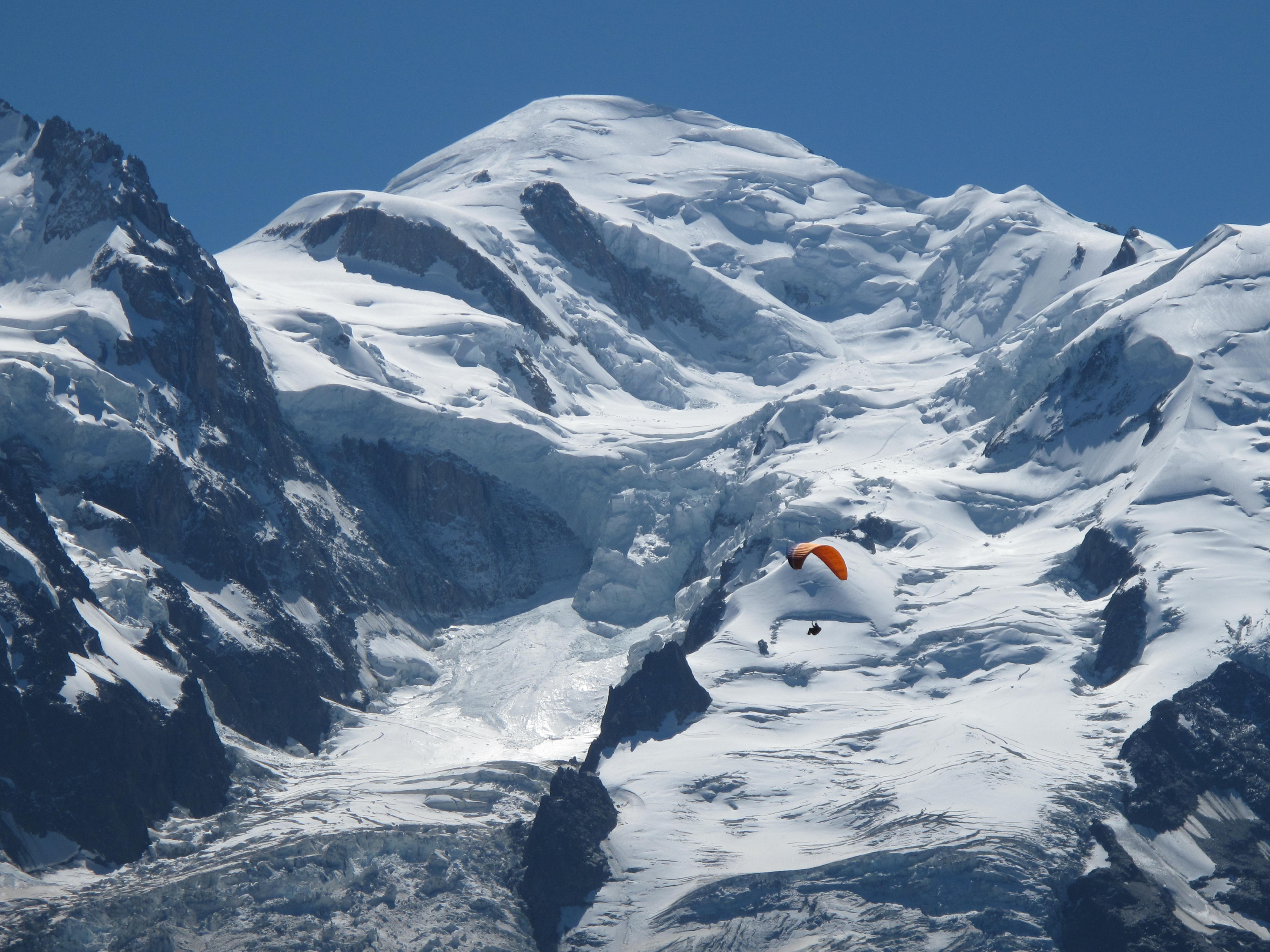
Монблан

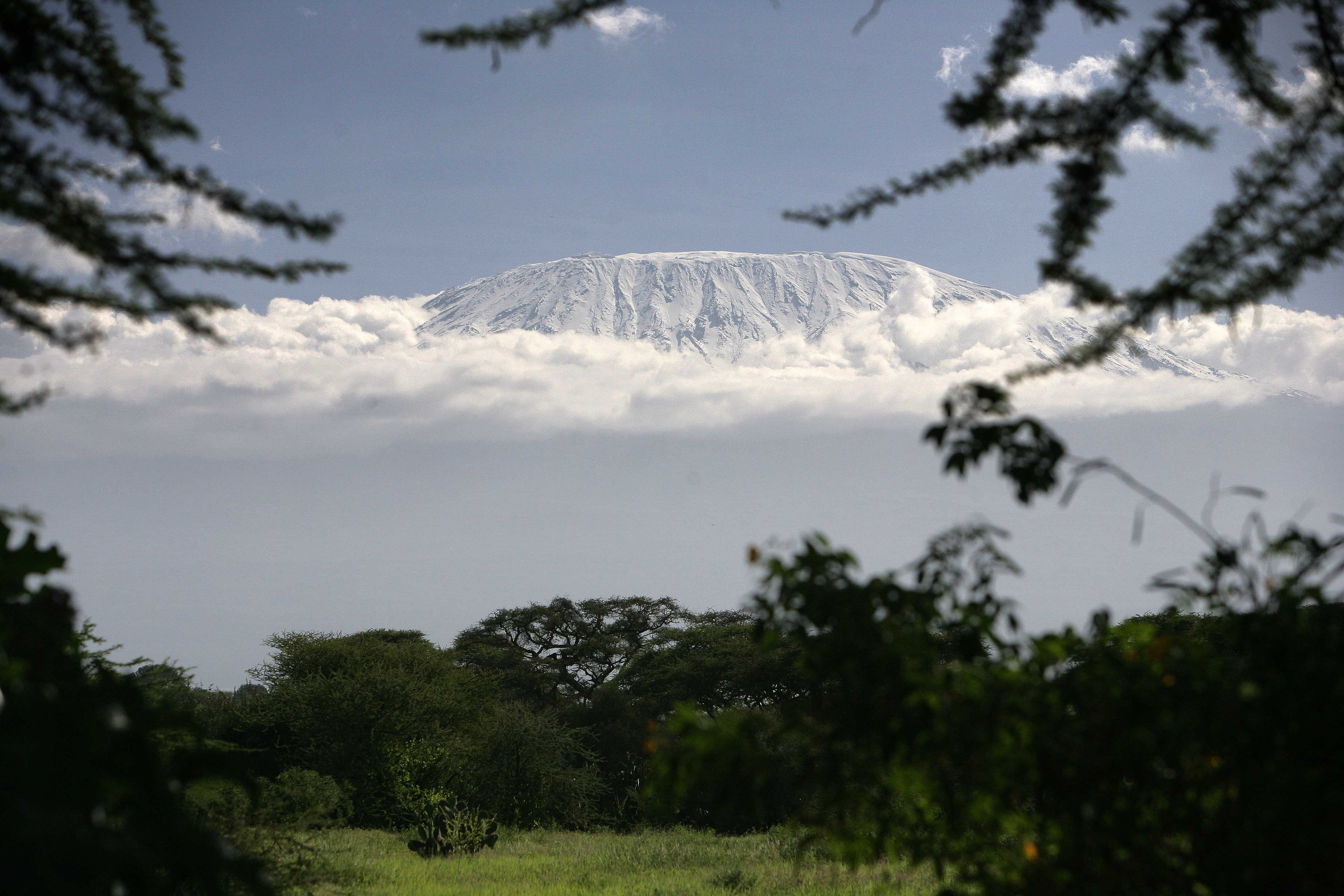
Кіліманджаро

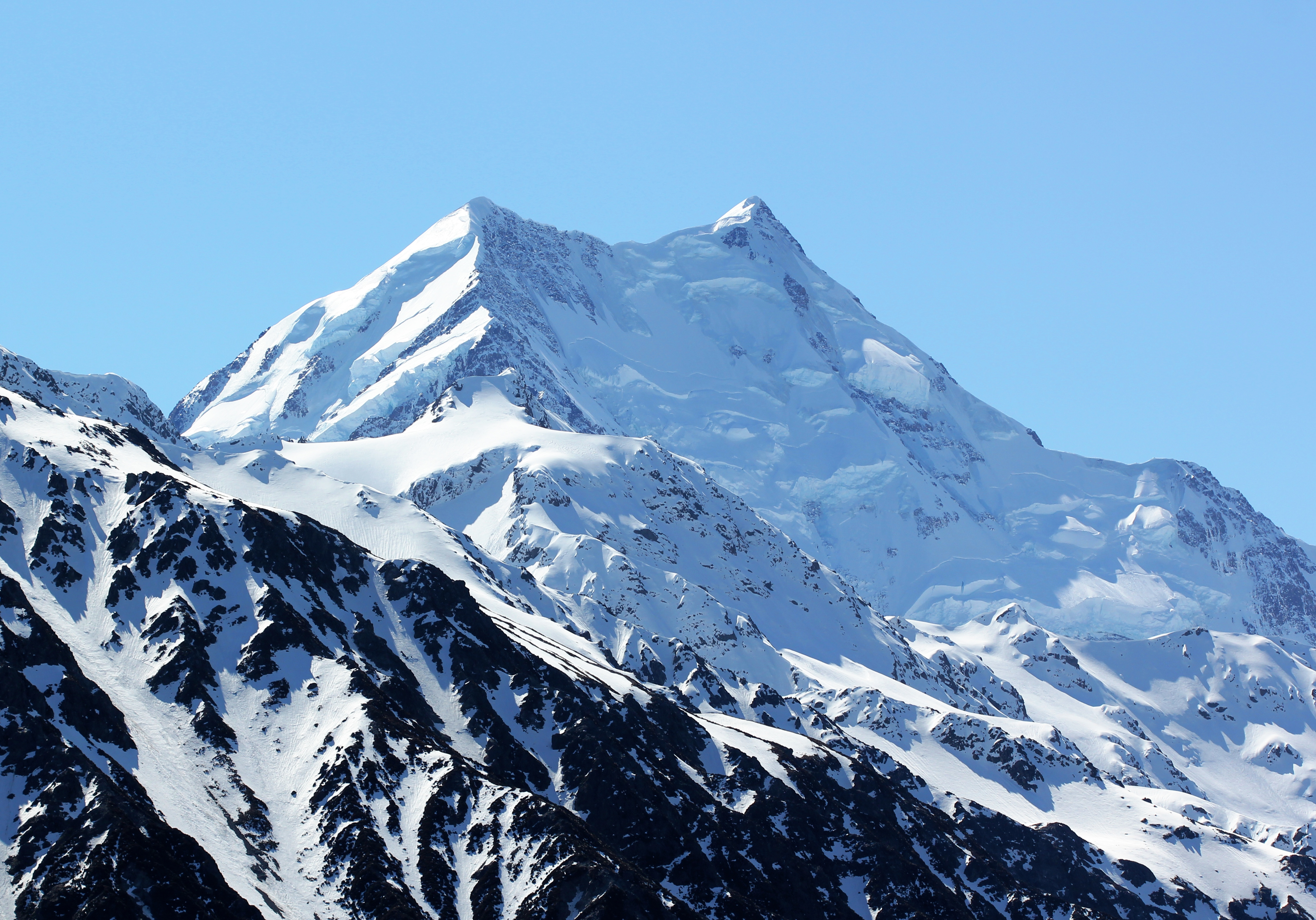
Гора Кука

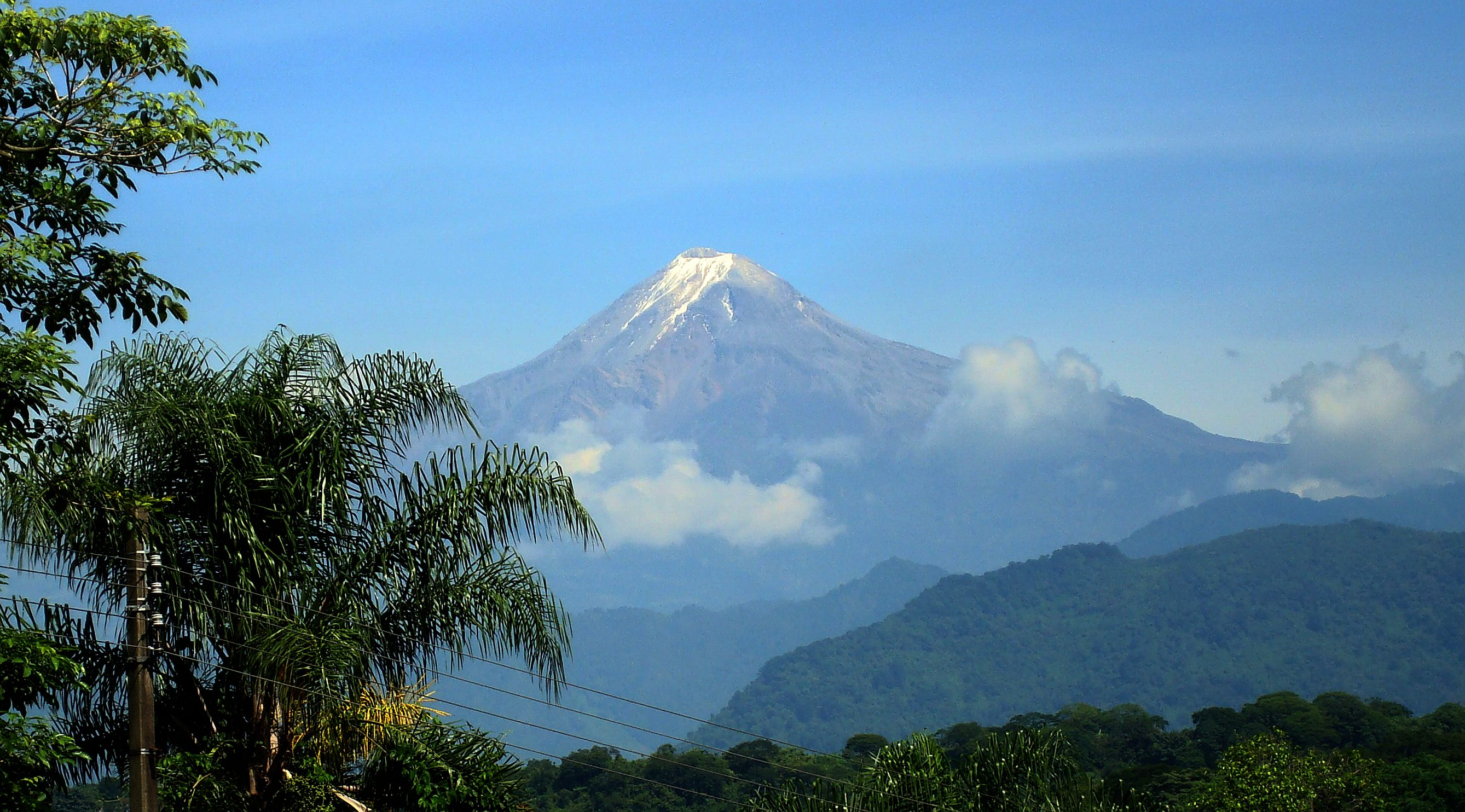
Вулкан Орісаба

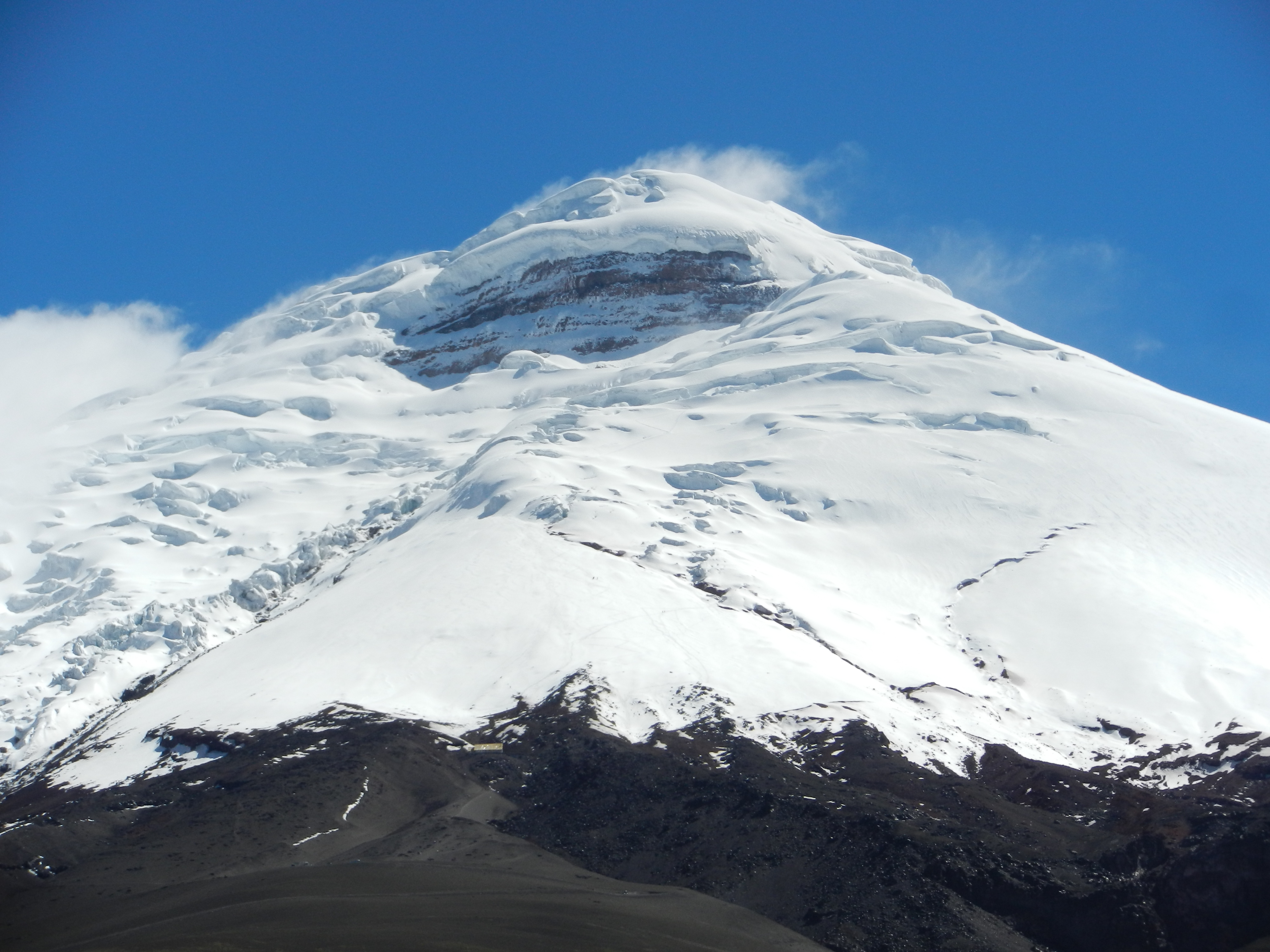
Вулкан Котопахі

У світі достеменно виявлено й досліджено 1515 ультра-піків: 638 в Азії, 353 у Північній Америці, 209 в Південній Америці, 119 у Європі (включно з Кавказом), 84 в Африці, 69 в Австралії та Океанії та 43 в Антарктиці.
Багато з найвищих у світі гір є ультра-піками, включаючи Еверест, Чоґорі (К2), Кіліманджаро, Монблан, Олімп. Водночас інші — такі найвищі вершини, як Лхоцзе, Аннапурна III, Чурен-Гімал — не ультра-піки, оскільки вони не мають достатнього prominence. Багато ультра-піків лежить у рідко відвідуваних і непривітних частинах світу, у тому числі у Ґренландії 39, високих широтах Арктичних островів Нової Землі, Яна-Майєна та Шпіцбергена, а також у Великих Азійських хребтах (Гімалаї, Каракорум, Гіндукуш, Тянь-Шань, Памір, Куньлунь, Тибет та інших). У Британській Колумбії деякі з перелічених гір навіть не мають загальновизнаних назв.
13 із 14 восьмитисячників — ультра-піки (виняток становить лише Лхоцзе, з відносною висотою всього 610 м), а також є ще 64 ультра-піки висотою понад 7000 м. Існує 90 ультра-піків із prominence понад 3000 м, але лише 22 з них мають її понад 4000 м.
Кілька ультра-піків ще непідкорені, такі як Музтау, Сайпл, Гангкхар-Пуенсум — є найбільш імовірними кандидатами у список непідкорених ультра-піків світу.
Всі «Сім вершин» — ультра-піки в силу того, що вони є найвищими точками окремих масивів суші (континентів). Кожна з них має свою сідловину на рівні або близько рівня моря, внаслідок чого їх показник відносної висоти (prominence) дорівнює або майже дорівнює їхній абсолютній висоті. Також ультра-піками є більшість «Семи других вершин» (виняток становить лише антарктична Тирі та австралійська Таунсенд).

## Списки ультра-піків (1515)

### Загальні списки
- Список гір за відносною висотою (125 найвищих ультра-піків світу).
- Список островів за висотою (75 найвищих острівних ультра-піків світу).

### Європа (119)
- Список альпійських ультра-піків (44)
- Список європейських ультра-піків, включаючи Атлантичні острови та Кавказ (75)

### Азія (638)
- Список ультра-піків Гімалаїв (76)
- Список ультра-піків Західної Азії (88)
- Список ультра-піків Каракорум і Гіндукуш (61)
- Список ультра-піків Малайського архіпелагу (81)
- Список ультра-піків Південно-Східної Азії (42)
- Список ультра-піків Північно-Східної Азії (53)
- Список ультра-піків Філіппін (29)
- Список ультра-піків Центральної Азії (75)
- Список ультра-піків Тибету і Східної Азії (112)
- Список ультра-піків Японії (21)

### Африка (84)
- Список ультра-піків Африки (84)

### Океанія (69)
- Список ультра-піків Океанії, включаючи Південь Індійського океану (69)
  - Список ультра-піків Австралії (2)
  - Список ультра-піків Індонезії (12)
  - Список ультра-піків Нової Зеландії (10)
  - Список ультра-піків Папуа Нової Гвінеї (31)
  - Список ультра-піків Гавайських островів (6)
  - Список ультра-піків Островів Тихого океану (6)
  - Список ультра-піків Півдня Індійського океану (2)

### Північна Америка (353)
- Список ультра-піків Північної Америки (353)
  - Список ультра-піків Ґренландії (39)
  - Список ультрапіків Вест-Індії (7)
  - Список ультра-піків Канади (143, з них 6-ть на кордоні зі США)
  - Список ультра-піків Мексики (27)
  - Список ультра-піків США (128, з них 6-ть в Океанії (Гавайські острови) та 6-ть на кордоні з Канадою)
    - Список ультра-піків Аляски (65, в тому числі 4 на кордоні з Юконом та 2 на кордоні з Британською Колумбією)

  - Список ультра-піків Центральної Америки (23)

### Південна Америка (209)
- Список ультра-піків Південної Америки (209)

### Антарктика (43)
- Список ультра-піків Антарктики, включаючи Південно-Атлантичні острови (43)